# Übergangsrüstung

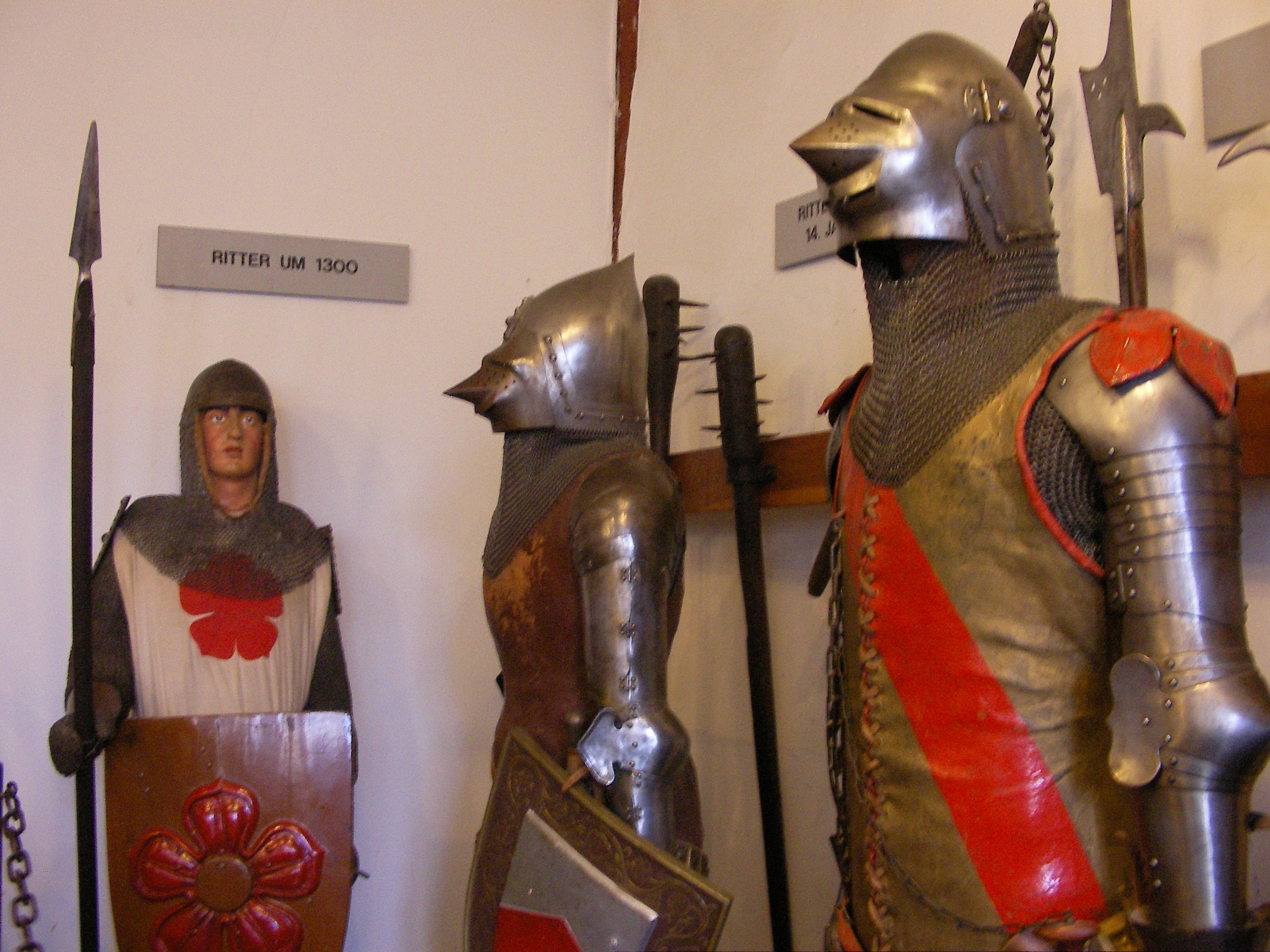
In der Mitte und rechts sind zwei Übergangsrüstungen mit Hundsgugeln zu sehen (Burgmuseum der Marksburg)

Übergangsrüstungen (engl.: Transitional armour) nennt man Übergangsformen mittelalterlicher, europäischer Rüstungen, die sich beginnend vom 13. Jahrhundert bis ins 14. Jahrhundert von einfachen Kettenrüstungen schließlich zu Plattenpanzern entwickelten.